# Стефан Д. Стефанов
Стефан Димитров Стефанов е български писател, който твори главно в областта на фантастиката (хорър, научна фантастика, фентъзи, трилър).

## Биография
Стефан Д. Стефанов е роден във Варна на 9 юни 1984 г. Тийнейджърските си години прекарва във Варна и Шумен, но накрая се установява в София, където завършва средното си образование в VII СОУ „Св. Седмочисленици“.
През 2009 г. се дипломира със специалност „балканистика“ в Софийски университет „Св. Климент Охридски“, а след това Master of Business Administration към Cardiff Metropolitan University. От 2011 г. до момента работи в ИТ сферата, на позицията мениджър качество, към голяма международна компания.
Страстта му към литературата се заражда в най-ранна детска възраст, а разкази започва да пише от 16-годишен (още в девети клас Стефан Д. Стефанов написва разказа „Грях“, издал в самостоятелния си сборник през 2016 г. – „Little Book of Darkness“; ИК „Гаяна“).
През 2015 година авторът печели множество призвания и награди, както и издава първия си роман , с която книга грабва второто място за дебют в класацията на Националните фантастични награди. В същата инициатива, печели и трето място за любима книга-игра, с участието си в сборник книги-игри „Призвание герой!“ № 4 (2015), с творбата си: „Зъби“.
Във Втория национален конкурс за хумористичен разказ, на тема: „Ако бях шеф“; жури селектира 34 заглавия, включвайки ги в бъдещ сборник. Сред тези 34 писателя (от общо 94 конкурента) Стефан се вписва с разказа си „Ако бях шеф“.
В конкурса на издателство „Гаяна“, вдъхновен от произведенията на Рей Бредбъри, младият български писател се класира и 2015 г. е издаден в антологията „451 по Бредбъри“, с разказа си „Най-красивата“.
Романът „Трубадур“ през това време набира популярност и авторът бива канен на множество радио интервюта, сред които и в „Радио Шумен“.
Следващата – 2016 – година е отново плодотворна за Стефан.
В ежегодния конкурс на издателство „Гаяна“; този път вдъхновени от произведенията на Едгар Алан По; Стефанов участва с разказа си „Нощ сред надгробните камъни“ в антологията „По крилете на гарвана“. Същата година и в същото издателство, Стефан Д. Стефанов издава втората си самостоятелна книга, а именно сборника си с разкази: „Little Book of Darkness“.
Редовен участник и чест победител в инициативата „Истории от някога“ (с водещ Николай Николов-Козия).
През 2017 година е съавтор в радио романа „Демоните на магелановия облак“, излъчен по Българско национално радио „Христо Ботев“ и с водещи Емил Янев и Кин Стоянов.
Стефан работи по „Палатът на чудесата“ (продължение на играта за вампирката Елия от „Зъби“), която ще излезе в новия брой на сборника книги-игри: „Призвание герой!“ №5 за Коледа.

## Творчество

### Самостоятелни издания
- „Трубадур“ (2015) – ИК „Гаяна“
- „Little Book of Darkness“ (2016) – ИК „Гаяна“

### Участие в съвместни издания
- „Призвание герой!“ № 4 (2015) – ИК Сдружение „Книги-игри“
  - „Зъби“
- „Ако бях шеф“ (2015) – ИК „Президент“
  - „Ако бях шеф“ (разказ)
- „415 по Бредбъри“ (2015) – ИК „Гаяна“
  - „Най-красивата“ (разказ)
- „По крилете на гарвана“ (2016) – ИК „Гаяна“
  - „Нощ сред надгробните камъни“ (разказ)
- „Демоните на магелановия облак“ (2017) – БНР „Христо Ботев“
  - „Силата на камъка“ (трета глава от радио романа)

## Награди и отличия
- Отличен във Втори национален конкурс, на тема „Ако бях шеф“ (2015)
- Отличен във втория конкурс на списание „Дракус“ – 4510 думи вдъхновени от Рей Бредбъри (2015)
- Трето място в НФН (Любима книга-игра за 2015 година)
- Второ място в НФН (Любим дебют за 2015 година с романа „Трубадур“)
- Отличен в третия конкурс на списание „Дракус“ – за разказ вдъхновен от творчеството на Едгар Алан По (2016)